# Tchounkiv
Tchounkiv (en ukrainien : Чуньків) ; roumain : Cincău) est une commune (selsoviet) du raion de Tchernivtsi, en Ukraine. Il appartient à la communauté territoriale d'Ukraine de Kadubivtsi , l'une des hromadas d'Ukraine. [1]
Jusqu'au 18 juillet 2020, Tchounkiv appartenait à la raïon de Zastavna. Le raïon a été aboli en juillet 2020 dans le cadre de la réforme administrative de l'Ukraine, qui a réduit le nombre de raïons de l'oblast de Tchernivtsi à trois. Le raïon de Zastavna a été fusionnée avec le Raïon de Tchernivtsi.